# Львівський комбінат хлібопродуктів
Львівський комбінат хлібопродуктів - комбінат, який виробляє продукти борошномельні-круп'яної промисловості (виробництво сортового пшеничного борошна вищого, першого та другого гатунків, а також висівки та крупи). Здатний приймати і відвантажувати вантажними автомобілями, а також залізничним транспортом.    
Повне найменування: Філія публічного Акціонерного товариства "Державна продовольчо-зернова корпорація України" "Львівський комбінат хлібопродуктів"   
Знаходиться за адресою: Україна, місто Львів, Шевченківський район, вулиця Богдана Хмельницького, 88.

## Історія

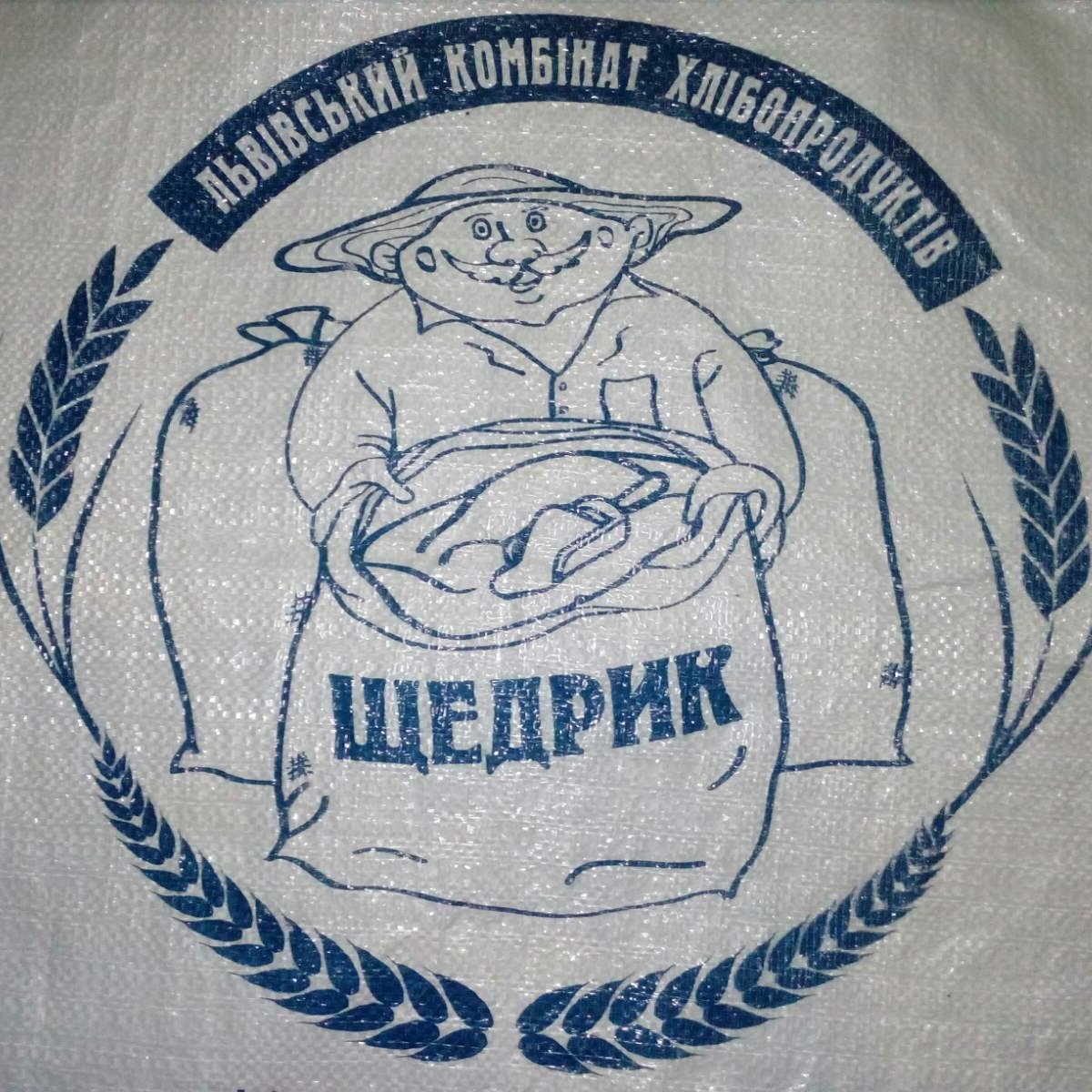
Торгова марка "Щедрик"

Історія Львівського комбінату хлібопродуктів розпочинається з 1847 року – побудови одного з перших млинів на Львівщині. У 50-ті роки минулого століття у Львові вже працювало три млинзаводи, які у 1968 році були об’єднані у Львівський комбінат хлібопродуктів. Основним напрямком діяльності філії є надання послуг із приймання, доведення якості до базисних кондицій, зберігання і відвантаження зерна та переробки його на борошно.  
1975 -1989 році на млинзаводі було здійснене технічне переоснащення [Архівовано 9 січня 2021 у Wayback Machine.]: запрацювало високопродуктивні виробничі установки, відтворені за ліцензією швейцарської фірми «Бюлер». У 1998-1999 роках підприємство, як і вся пострадянська економіка, опинилося у кризовому становищі.
У 2005 році колектив ЛКХ виборов друге місце у рейтингу серед підприємств Державної Акціонерної Компанії «Хліб України» за досягнення стабільних фінансово-економічних показників, зменшення кредиторської та дебіторської заборгованості та виконання доведеного завдання із завантаження виробничих потужностей.
Загальна робоча зернова місткість філії «Львівський комбінат хлібопродуктів» складає 18,6 тис.тонн. Основні культури зберігання: пшениця, кукурудза, жито. Переробні потужності млинзаводу філії складають 48 тис.тонн борошна в рік, добова продуктивність - 240 тонн. Продукція комбінату має свою торгову марку “Щедрик”, яка зарекомендувала себе кращою в Західному регіоні. Потужності філії з приймання/відвантаження зерна: приймання з залізничного транспорту – 300 т/добу; приймання з автомобільного транспорту – 160 т/добу; відвантаження на автотранспорт – 180 т/добу.  Для забезпечення духовних проблем працівників на території підприємства за кошти приватних підприємців споруджено і освячено капличку. 

## Керівництво
Директор - Зрайло Іван Іванович  (2019 року по сьогодні)

## Транспорт
Маршрутка
- №20 (Польова - Суботівська)
- №58 (станція «Підзамче» – с. Завадів)
- №59 (станція «Підзамче» – с. Зарудці)
- №60 (станція «Підзамче» – Ситихів)
- №62 (станція «Підзамче» – с. Малі Грибовичі)
- №156 (Зимна Вода - АС-2 (автостанція №2))

- №206 (пл. 700- річчя Львова - село Малі Грибовичі)

Трамвай
- №6 (Миколайчука - Залізничний вокзал)